# Burey-en-Vaux
Burey-en-Vaux é uma comuna francesa na região administrativa de Grande Leste, no departamento de Meuse. Estende-se por uma área de 6,47 km². Em 2010 a comuna tinha 157 habitantes (densidade: 24,3 hab./km²).